# ディアブロ (ゲーム)
ディアブロ（Diablo）は、アメリカのBlizzard Northで開発され、Blizzard Entertainment社から1996年12月31日に発売されたMicrosoft WindowsおよびMachintosh用アクションRPG（ハックアンドスラッシュ）である。
本作の基本的なシステムは他のアクションRPGと共通しているが、Blizzardが運営する「Battle.net」というサーバーを介して複数人が同じ世界（部屋）の中で同時に遊ぶことが出来るという特徴があり、MORPGの先駆けとなった。
その一方で、開発が予定から大幅に遅れ、完成を急ぐあまりにコードとリソース（プログラムと表示文字データ）を分離させなかったことから、各国の言語に文字データの差し替えが事実上不可能になったため、Win/Mac版のローカライズは行われなかった。
当初、日本ではブリザード社の未公認で本作の英語版の輸入が行われていたが、その後にソースネクストが代理店となって英語版を販売した。
1997年末には、シエラ・オンラインから拡張キット『ヘルファイア（Hellfire）』が発売された。軽視されがちだったシングルプレイの強化を主目的としており、新しいクラスや魔法、ダンジョンの追加が行われている。ただし、これらの追加要素はマルチプレイには全く出現しない。
1998年には、エレクトロニック・アーツ・スクウェア（現エレクトロニック・アーツ）からPlayStation版が発売された。
PlayStation版は完全日本語化されているが、拡張キット『ヘルファイア』は収録されていない。オンラインプレイはできないが、2人プレイモードで遊ぶことができ、二者間でアイテムなどのトレードも行うことができる。
本作はその後シリーズ化され、2000年6月29日に続編のディアブロ2が発売され、2001年6月29日には同作の拡張パック『Lord of Destruction』が発売された。
また、2012年5月15日には、シリーズ第三作である『ディアブロ3』が発売された。
さらに、2019年にはGOG.comにて本作の配信が開始された。
タイトル名「DIABLO」の意味は、人々の体を支配し思うがままに操る"恐怖の帝王"の名でもある。

## 内容
本作は、3種の職業のうち一つをプレイヤーとして選択し、一定の法則のもと毎回ランダム生成される迷宮を探索し、最終的に魔王ディアブロを倒すという内容である。舞台はトリストラムの町とその地下に存在する迷宮。
シングルプレイでは1人でゲームを進めていくが、マルチプレイでは他のプレイヤーと協力してダンジョンを攻略する（一人でマルチプレイをすることも可能）。またアイテムの売買・トレードを行い、互いに必要となる物を譲り合うことができる。マルチプレイは、インターネット上に存在する公式ロビーサーバーであるbattle.netを介してプレイする他に、LAN内でのプレイも可能。マルチプレイのみ難易度設定が可能で、Normal、Nightmare、Hellの順に難しくなるが、性能の高いアイテムが出やすい。
LAN上でのマルチプレイでは通信プロトコルIPXを使用する。そのため、IPXが用意されていないWindows VistaではLAN上でのマルチプレイが出来なくなった。battle.netではインターネットの標準プロトコルのTCP/IPを使用するため引き続きプレイできる。Direct Cable ConnectionはPC同士をケーブルで繋げてオフラインでプレイできるが、１人かつ1つのPCでもマルチプレイ環境でのプレイが可能。

## あらすじ
かつて、地獄ではアズモダン、ベリアル、アンダリエル、デュリエルの「四大悪魔」が支配していたが、バール、ディアブロ、メフィストの魔王三兄弟の台頭により、支配者の座を追われる。
三兄弟は、人間たちを堕落させて自分たちに協力させることができれば、天界征服も夢ではないと考えていた。だが彼らの考えは、彼らの部下をはじめとする他の悪魔たちからは「天界そっちのけで人間界を支配しようとしている」と見なされ、その結果部下たちのクーデターを招いてしまった三兄弟はとうとう地上へと追いやられる。
一方、人間たちが悪魔との戦いに協力するかを見極めるため、天界から大天使ティラエルが人間界へ派遣される。ティラエルと交流した者達はのちに「ホラドリム」という賢者集団を結成し、魔王三兄弟を封印する。
三兄弟のうち、ディアブロは人間界にあるカンデュラス王国のトリストラムという地域の地下深くにて封印されていたが、時間が経つにつれて封印が弱まる。
ディアブロは、カンデュラス王国を統治するレオリック王の側近・大司教ラザルスの精神に干渉し、堕落させる。その後、ディアブロはレオリック王の肉体を狙って精神攻撃を仕掛けるが、抵抗されてしまう。そこでディアブロはラザルスを操って王子のアルブレヒトを誘拐させ、王子の額に自らの魂が封印されたソウルストーンを刺す形で復活する。愛息子の誘拐とディアブロの精神干渉によりレオリック王は発狂し、忠臣や国民を誘拐犯と疑っては処刑していった。さらに、各国へ宣戦布告し、国力を疲弊させる。
その後、騎士団長ラクダナンに殺されたレオリック王は、トリストラムの地下墓地に埋葬される。そのどさくさにまぎれ、ディアブロは世界征服計画の一環として大量の魔物を召喚する。埋葬されたレオリック王はディアブロの下僕のアンデッドと化し、トリストラムを襲撃する。また、ラクダナンもラザルスの指示で迷宮に入り、部下ともども殺された後、ディアブロに魂を囚われてしまう。
それからして、一人の勇者がトリストラムの惨状を知り、ディアブロ討伐に動く。
勇者は、アンデッドと化したレオリック王や、魔物になりつつあるラザルスを撃破した後、ディアブロを倒す。
だが、勇者は疲弊したところを、死したはずのディアブロに唆され、ディアブロの額に嵌っていたソウルストーンを自分の額に突き刺す。
これにより、ディアブロは新たな肉体を得た。

## キャラクター

### プレイヤー
PS版では最初に、ウォリアー、ローグ、ソーサラーの3人の中から一人を選ぶ。残念ながらパソコン版で可能だった4人までの同時プレイはネットを介さず2人までになってしまった。キャラクター同士に攻撃判定がある。しかし、仲間同士でのモンスター討伐やアイテム交換は忠実に移植されている。
ウォリアー /Warrior
声：ポール・エイディング/小杉十郎太
パワーを重視した接近戦に強い戦士。武器を振る速さに長けている。魔法も使えるが他の職には及ばない。強力な魔法が使えるまでには相当なレベル上げが必要となる。専用スキルはアイテムを修理できるが、最大耐久値が低下する。
ローグ /Rogue
声：Glynnis Talken /田中敦子
素早さを重視した女性キャラクター。弓の使用が得意。武器戦闘と魔法、両方をこなせる。専用スキルはトラップを解除する可能性を上昇させる。
ソーサラー /Sorcerer
声：マイケル・ガフ/島香裕
肉体的に脆弱で接近戦闘には向かないが魔法攻撃に長ける。魔法レベルが上がった時には複数の敵に同時に大ダメージを与えることが可能。専用スキルは杖に籠められた魔法を補充させるが、最大使用回数が低下する。
モンク /Monk
素手や杖での戦闘を得意とする修行僧。素手でのブロックや、杖での範囲攻撃を特徴とする。専用スキルは地面に落ちているアイテムを見つけやすくする。『Hellfire』で追加された。
バーバリアン /Barbarian
両手剣・両手棍棒を片手で装備したり、斧で範囲攻撃を行うことのできるクラス。Magicは一切上昇させることができない。専用スキルでSTR、Health上限を一時的に上昇させることができる。『Hellfire』の隠しクラス。
バード /Bard
片手剣を二刀流できるクラス。専用スキルでアイテム鑑定を行うことができる。『Hellfire』の隠しクラス。

### NPC
ケイン/Cain
声：マイケル・ガフ/伊藤浩資
町の長老で、入手した未鑑定アイテムを有料で鑑定してくれる。
グリズウォルド/Griswold
声：小室正幸
鍛冶屋。武器や防具の売買をしてくれる。装備関係のクエストを依頼してきて、クエストを達成すると特別な装備を作ってもらえる。
ペピン/Pepin
声：ポール・エイディング/山野井仁
治療師。HPを全回復してもらえるほか、回復アイテムを売ってくれる。ジリアンをメイドだと勘違いしている。
エイドリア/Adria
声：ラニ・ミネラ/叶木翔子
魔女。迫害されており街外れのあばら家に住んでいる。魔法関係のアイテムを売買してくれる。杖の魔法のリチャージも行ってくれる。
ワート/Wirt
声：ラニ・ミネラ/深水由美
義足の少年。魔物に襲われた事件で捻くれてしまった。50ゴールドを支払うとプレミアムアイテムを見せてくれる。彼のプレミアムアイテムはグリスウォルドの物よりも上級なものが多いが、同時により高価である。
オグデン/Ogden
声：Bill Roper/秋元羊介
宿屋「日の出亭」の主人。迷宮絡みのクエストを依頼してくる。
ジリアン/Gillian
声：グリニス・タルケン・キャンベル/深水由美
日の出亭のウェイトレス。住民がほとんど逃げ出してしまった今なお祖母と暮らしている、
ファーンハム/Farnham
声：大竹宏
ラザルスに率いられて魔物の討伐に出た兵の生き残りで、討伐での恐怖体験のあまり酒に溺れてしまっている。
牛
話しかけると「モー」と鳴く。さらに話しかけると「ただの牛だ」と怒られる。

### 物語関連
ブッチャー
迷宮に侵入してくる者の処刑を任じられた地獄の手先。ダンジョンの低層階に見るからに怪しい小部屋があり、プレイヤーが扉を開けると「Fresh Meat!（新鮮な肉だ！）」と叫ぶなり襲い掛かってくる。
レオリック王
本作の舞台であるカンデュラス王国の王。ディアブロから肉体を狙われた末に発狂する。ラックダナンに討ち取られた後、アンデッドと化する。
ラザルス
王国の大司祭。魔物討伐のため多くの兵を迷宮に向かわせた。
ラックダナン
レオリック王の近衛師団長。ラザルスの指示で迷宮に入り、部下ともども殺される。現在ではディアブロに魂を囚われて迷宮の深層部で徘徊している。

## 迷宮
本作に登場する迷宮は「ダンジョン」（Dungeon）、「カタコンベ」（Catacomb）、「ケイブ」（Cave）、「ヘル」（Hell）の計4種あり、それぞれ4階層で合計16階層となっている。他にもレオリック王の墓や、ラザルスの間 といった特別な場所が迷宮内に存在する。シングルプレイは特殊マップが加わる。
また、 『ヘルファイア』では条件を満たすと解放される「ネスト」（Nest）と「クリプト」（Crypt）が追加された。

## アイテムと装備品
アイテムにはそれぞれ大きさがあり、プレイヤーはその大きさのぶんだけ所有品スペースを取られる。所有品スペースを全て取られるとそれ以上は持ちきれなくなる。
アイテムには、ゲーム内通貨の「ゴールド」や、1回限りでマナを消費せずに魔法を使える「スクロール」、回復薬の「ポーション」、魔法を習得するための「ブック」、特定の能力値を1上昇させる「エリクサー」などがある。
また、Hellfireでは装備品を強化する「オイル」や、設置式の罠である「ルーン」が追加された。
装備品には、片手武器、両手武器、杖、体装備、頭装備、盾、リング（指輪）、アミュレット（首飾り）などがあり、体の各所に別々に装備することが出来る。
ただし、同じ部位に複数装備することは出来ない。
また、装備品は強さやレア度に応じて、ベーシック、プレミアム、ユニークとカテゴリー分けされている。

## 音楽
ディアブロの音楽は、マット・ユエルメン(en:Matt Uelmen)が創作（作曲および演奏）した。2011年には、ディアブロ発売15周年と題して "Diablo 15th Anniversary Music" CDが米国で発売される。なお、公式サイト上にてダウンロード販売もなされている。
それらによれば、ディアブロに使用された楽曲は「1 Diablo Intro (01:43)、2 Tristram(07:41)、3 Dungeon(04:23)、4 Catacombs(05:59)、5 Caves(04:56)、6 Hell(04:08)、 7 Ancients(01:47)、 8 Fortress(04:49)、 9 Ice Caves(04:39)、 10 Siege(06:47)、11 Maggot(02:22)、 12 Harem(03:45)、 13 Temple(04:33)、 14 Sewer(03:57)、 15 Docks(02:07) 、16 Halls(03:30)、 17 Kurast(05:12)」の計17曲となっている。

## その他
オープニングの動画には人間の死体から鳥が眼球を啄むなどの暴力的表現からアメリカでのレーティングは15+、つまり15歳超であった。最終的には17+に改められている。
マルチプレイヤーではオンラインで協力し合う一方、ゲーム内では他のプレイヤーを攻撃することも可能で、他のプレイヤーを殺すことを目標とするPKと呼ばれるプレイヤーが現れたり、デュエル（決闘）を行ったりと、シングルプレイでは見られない遊び方がある。マルチプレイヤーを独りでプレイすることも十分楽しめる。

## 反響
本作のパソコン版は世界各国の人々とプレイ空間を共有することが可能だった所が大きな人気を呼んだ。
また、コンピュータ専門ウェブサイト「PC Watch」に投稿された本作のレビュー記事（1997年5月16日投稿）では、入荷した日のうちに売り切れとなった店や、8,000円近い販売価格を設定していた店があったとしつつも、同年5月時点では在庫と価格が落ち着いたとされている。
ゲームを専門とするニュースサイト「4Gamer.net」のm.kは、本作のオンラインプレイヤーのほぼすべてがオンラインゲーム初心者であり、新たな出会いを求めてチャット目的でBattle.netに出入りしていたものも多かったと、2017年に寄せた記事の中で話している。
その一方、本作のコミュニティではチートやPKが横行しており、日本の雑誌「インターネットマガジン」1997年6月号の中で、ライターの小笠原誠が「PKした相手からアイテムを奪うプレイヤー」の存在を挙げているほか、「4Gamer.net」のm.kも前述の記事の中でPKの被害やチートアイテムをもらった経験を明らかにしている。
この問題の原因としては、サーバにプレイヤーデータを保存する仕組みが整っていなかったこと、また、Battle.netを利用しない（LAN等）プレイを想定してクライアント内にデータを保管していたため、キャラクターや装備データの改ざんがしやすかったことが挙げられる。
このほかにも、Windows 95のバグを利用して不正なIPパケットを送りつけて相手のOSをクラッシュさせるといった行為（後者はMicrosoftが認めた初のWindows 95のバグとなる）が横行しゲームの寿命を縮める結果となった。

## 評価
ライターの小笠原誠は「インターネットマガジン」1997年6月号の中で、本作のキャラクター育成要素やトレジャーハンティング要素は『ウィザードリィ』に通ずると評価している。
ゲームを専門とするニュースサイト「GameSpark」のSkullburnerも、本作が『ウィザードリィ』のようなローグライクを作るというコンセプトから生まれた点について触れ、ダンジョンと街（トリストラム）を往復するというアイデアは初期構想の名残ではないかと指摘している。